# Xestia curviplena
Xestia curviplena là một loài bướm đêm trong họ Noctuidae.